# Fronrath

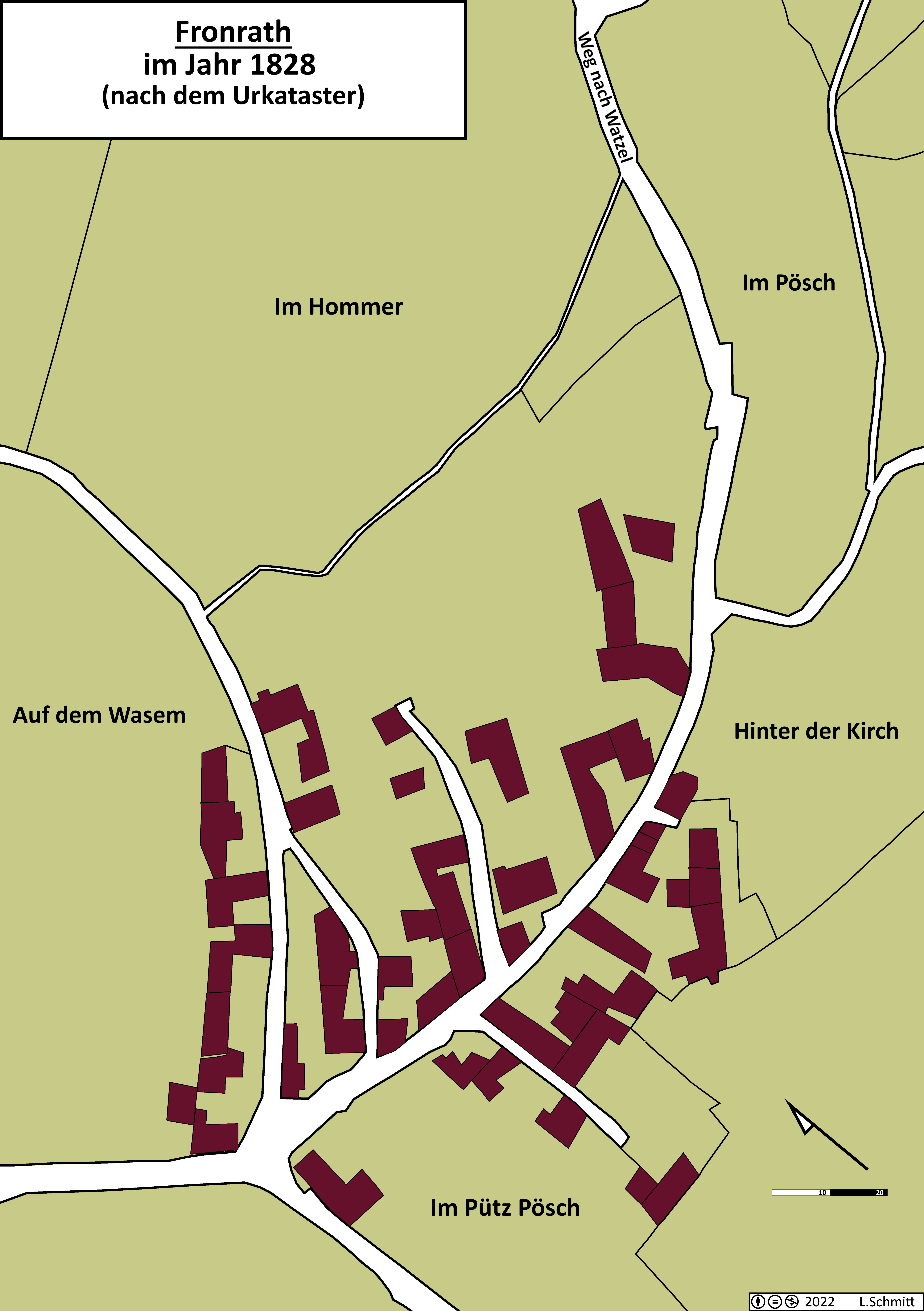
Karte von Fronrath 1828

Fronrath ist ein Ortsteil der Ortsgemeinde Heckenbach im Landkreis Ahrweiler in Rheinland-Pfalz.

## Lage
Fronrath liegt in dem zur Osteifel gehörenden Südlichen Ahrbergland. Der Ort ist ein sogenanntes Sackgassendorf und ist aus Richtung Watzel nur über die Kreisstraße 55 zu erreichen. Fronrath grenzt im Westen an die Gemarkung von Kesseling.

## Geschichte

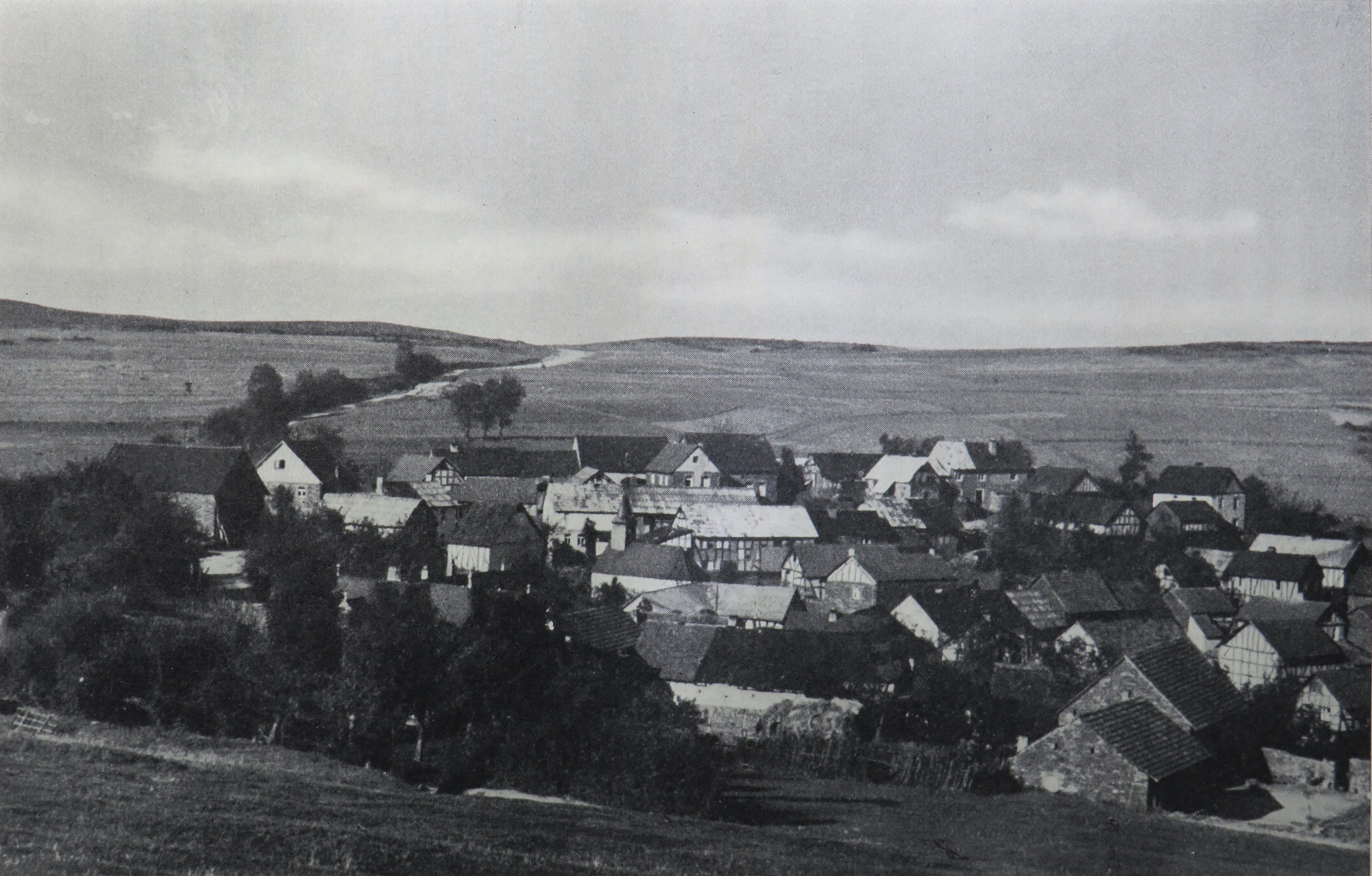
Fronrath vor der Einrichtung des Luftwaffenübungsplatzes

Fronrath wurde erstmals in einer Urkunde vom 12. November 1371 unter dem Namen Vronrode erwähnt. Gerhard von Landskron teilte darin seine Besitztümer unter seinen drei Schwiegersöhnen auf; Dietrich, Herr zu Schönberg, erhielt Heckenbach und Fronrath.
Bis Ende des 18. Jahrhunderts gehörte der Ort zur reichsunmittelbaren Herrschaft Königsfeld und unterstand der Gerichtsbarkeit des Kirchspiels Heckenbach. Zuletzt gehörte die Herrschaft den Waldbott von Bassenheim.
Kirchlich waren die Einwohner von Fronrath der Pfarrei  Niederheckenbach zugeordnet, die bis 1802 zum Ahrdekanat im Erzbistum Köln gehörte.
Im Jahr 1794 hatten französische Revolutionstruppen das Linke Rheinufer besetzt. Von 1798 bis 1814 gehörte Fronrath zum französischen Kanton Virneburg im Rhein-Mosel-Departement.
Nach den auf dem Wiener Kongress geschlossenen Verträgen kam die Region und damit auch Fronrath 1815 zum Königreich Preußen. Unter der preußischen Verwaltung wurde Fronrath 1816 dem neu errichteten Kreis Ahrweiler im Regierungsbezirk Koblenz zugeordnet und gehörte zur Gemeinde Niederheckenbach in der Bürgermeisterei Königsfeld. Im Jahr 1817 wurden in Fronrath 117 Einwohner gezählt.
Um 1870 bekam Fronrath eine Schule, 1905 eine Wasserleitung, und 1934 wurde bei Fronrath eine Segelfliegeranlage errichtet.
Nach dem Ersten Weltkrieg lag die Region von 1919 bis 1929 im französischen Teil des Besetzten Rheinlands. Nach der deutschen Remilitarisierung der linksrheinischen Gebiete (1936) wurde 1937 von der Wehrmacht damit begonnen, in dieser Region der Eifel den Luftwaffenübungsplatz Ahrbrück zu errichten. Fronrath war eines von insgesamt 12 Dörfern, das zu diesem Zweck geräumt wurde. Die ab 1939 leerstehenden Häuser wurden bei Bombenabwurfsübungen zerstört. Die Wiedererrichtung der Infrastruktur und die Wiederbesiedlung begannen Anfang der 1950er Jahre.
Seit 1960 ist Fronrath Ortsteil der neuen Gemeinde Heckenbach.
Die in den Jahren 1938 bis 1945 zerstörte oder verfallene Kapelle in Fronrath von 1743 war dem hl. Apollinaris geweiht und wurde bei der Wiederbesiedlung nicht wieder hergestellt. Im Jahr 1963 wurde dort ein Heiligenhäuschen mit einem Marienrelief errichtet.
1987 zählte Fronrath 27 Einwohner.